# Équipe cycliste Bodywrap LTwoo
L'équipe cycliste Bodywrap LTwoo est une équipe cycliste chinoise, ayant le statut d'équipe continentale depuis 2022.

## Classements UCI
L'équipe participe aux épreuves des circuits continentaux et principalement les courses du calendrier de l'UCI Asia Tour. Le tableau ci-dessous présente les classements de l'équipe sur ce circuits, ainsi que son meilleur coureur au classement individuel.
UCI Asia Tour
| UCI Asia Tour | UCI Asia Tour          | UCI Asia Tour                             | UCI Asia Tour |
| Année         | Classement par équipes | Meilleur coureur au classement individuel |               |
| ------------- | ---------------------- | ----------------------------------------- | ------------- |
| 2022          | 36e                    | Li Boan (233e)                            |               |
| 2023          | 29e                    | -                                         |               |
| 2024          | -                      | Pei Zhengyu (51e)                         |               |
|               |                        |                                           |               |
| Source : UCI  |                        |                                           |               |

L'équipe est également classée au Classement mondial UCI qui prend en compte toutes les épreuves UCI et concerne toutes les équipes UCI.
| Classement mondial | Classement mondial     | Classement mondial                        | Classement mondial |
| Année              | Classement par équipes | Meilleur coureur au classement individuel |                    |
| ------------------ | ---------------------- | ----------------------------------------- | ------------------ |
| 2022               | 194e                   | Li Boan (2199e)                           |                    |
| 2023               | 158e                   | Li Boan (2305e)                           |                    |
| 2024               | -                      | Pei Zhengyu (970e)                        |                    |
|                    |                        |                                           |                    |
| Source : UCI       |                        |                                           |                    |

## Henan Bodywrap Cycling Team en 2022[2]
| Cycliste      | Date de naissance | Nationalité | Équipe 2021 |  |
| ------------- | ----------------- | ----------- | ----------- |  |
| Fu Zhenghao   | 20 mai 2000       | Chine       |             |  |
| Li Boan       | 3 septembre 2000  | Chine       |             |  |
| Liu Chenrui   | 15 février 2001   | Chine       |             |  |
| Liu Mingzhe   | 7 août 2002       | Chine       |             |  |
| Ha Hongao     | 28 février 2002   | Chine       |             |  |
| Niu Gaoshang  | 5 octobre 2003    | Chine       |             |  |
| Qiao Yulei    | 7 mars 1998       | Chine       |             |  |
| Wang Kuicheng | 22 juillet 2000   | Chine       |             |  |
| Wang Zhonghui | 23 août 1997      | Chine       |             |  |
| Yang Yang     | 13 décembre 2000  | Chine       |             |  |
| Yang Yiming   | 23 janvier 1997   | Chine       |             |  |
| Hao Yue       | 26 novembre 1992  | Chine       |             |  |